# Подтекст
Подтекст — скрытый, неявный смысл высказывания, не совпадающий с его прямым значением. Определяется контекстом, речевой ситуацией и намерениями говорящего.
Понятие подтекста сформировалось на рубеже XIX—XX веков. Так, Морис Метерлинк писал о нём — под названием «второй диалог» — в статье «Трагизм повседневной жизни» (1896). В России оно использовалось деятелями Московского Художественного театра для характеристики пьес Чехова, герои которых не всегда думают то, что высказывают вслух. Впоследствии в театральном искусстве подтекстом стали называть весь комплекс мыслей и чувств, содержащийся в тексте пьесы. Он раскрывается актёрами не только в произносимых репликах, но и с помощью пауз и иных выразительных средств. Понимание актёром подтекста — одной из условий овладения образом.
Из театральной сферы термин вошёл в литературоведение. В основе подтекста как лингвистического явления лежит возможность реализации в тексте не только основных, но и добавочных, ассоциативных и коннотативных значений единиц языка, а также способность предложений порождать дополнительные смыслы, обусловленные их структурными особенностями и своеобразием их сочетания в контексте. Характерной особенностью подтекста является то, что он, «будучи недоступен непосредственному наблюдению, ускользает от внимания при первом чтении и начинает проступать через содержательно-фактуальную информацию при повторном и даже неоднократном чтении».
Подтекст часто используется как приём в художественной литературе, где возникает в первую очередь в диалоге. Выразительные средства, с помощью которых закладывается подтекст, чрезвычайно разнообразны: лейтмотивы, интертекстуальные элементы, эзопов язык, парцелляция, эллипсис и т. п. Иногда для понимания подтекста необходимо знание исторической ситуации, в которой создавался текст. Использование подтекста характерно, в частности, для литературы символизма и ряда авторов XX века: Ремарка, Кафки, Хемингуэя.
Средствам создания подтекста в кинематографическом искусстве посвящена книга Линды Сегер «Скрытый смысл: Создание подтекста в кино».